# Luis María Delgado
Luis María Delgado Cebrián (Madrid, 12 de septiembre de 1926 - Celorio, Asturias, 11 de julio de 2007) fue un guionista y director de cine español.

## Biografía
Hijo del director de cine Fernando Delgado de Lara, nieto del escritor Sinesio Delgado y hermano del periodista Alberto Delgado Cebrián. Inició estudios de Filosofía y Letras que no llegó a terminar porque prefirió dedicarse al cine, su gran pasión. Comenzó en la década de 1940 como ayudante de dirección en películas como Fuenteovejuna (1947), de Antonio Fernández-Román o Aventuras de Don Juan de Mairena (1948), de José Buchs. En 1951 dirige su primera película, titulada El deseo y el amor (1951), junto a Henri Decoin. Tres años más tarde compartió dirección con Fernando Fernán Gómez en Manicomio. 
De su filmografía como director, cabe destacar Secuestro en la ciudad (1964), con Agustín González, Diferente (1965), con Alfredo Alaria, que pese a la rígida censura de la época abordó por primera vez en el cine español la cuestión de la homosexualidad. En títulos posteriores, se puso al servicio del cine más comercial, con exponentes como Mónica non stop (1967), con Tip y Coll, Mi marido y sus complejos (1969) con Gracita Morales y José Luis López Vázquez, Guapo heredero busca esposa (1972), con Alfredo Landa, Cuando Conchita se escapa, no hay tocata (1976), con Bárbara Rey, Pepito Piscinas (1978), con Fernando Esteso, El alcalde y la política (1980), de nuevo con Landa, La tía de Carlos (1982), con Paco Martínez Soria, Loca por el circo (1982), con Teresa Rabal, Chispita y sus gorilas (1982), con Miguel Joven y Miguel Ángel Valero o Cuando Almanzor perdió el tambor (1984), con Antonio Ozores.
En su última etapa produjo algunos de los mayores éxitos de José Luis Garci, como El abuelo (1998), You're the one (una historia de entonces) (2000),  Historia de un beso (2002) y Tiovivo c. 1950 (2004).